# 永弗恩湖
52°25′13″N 13°5′15″E / 52.42028°N 13.08750°E

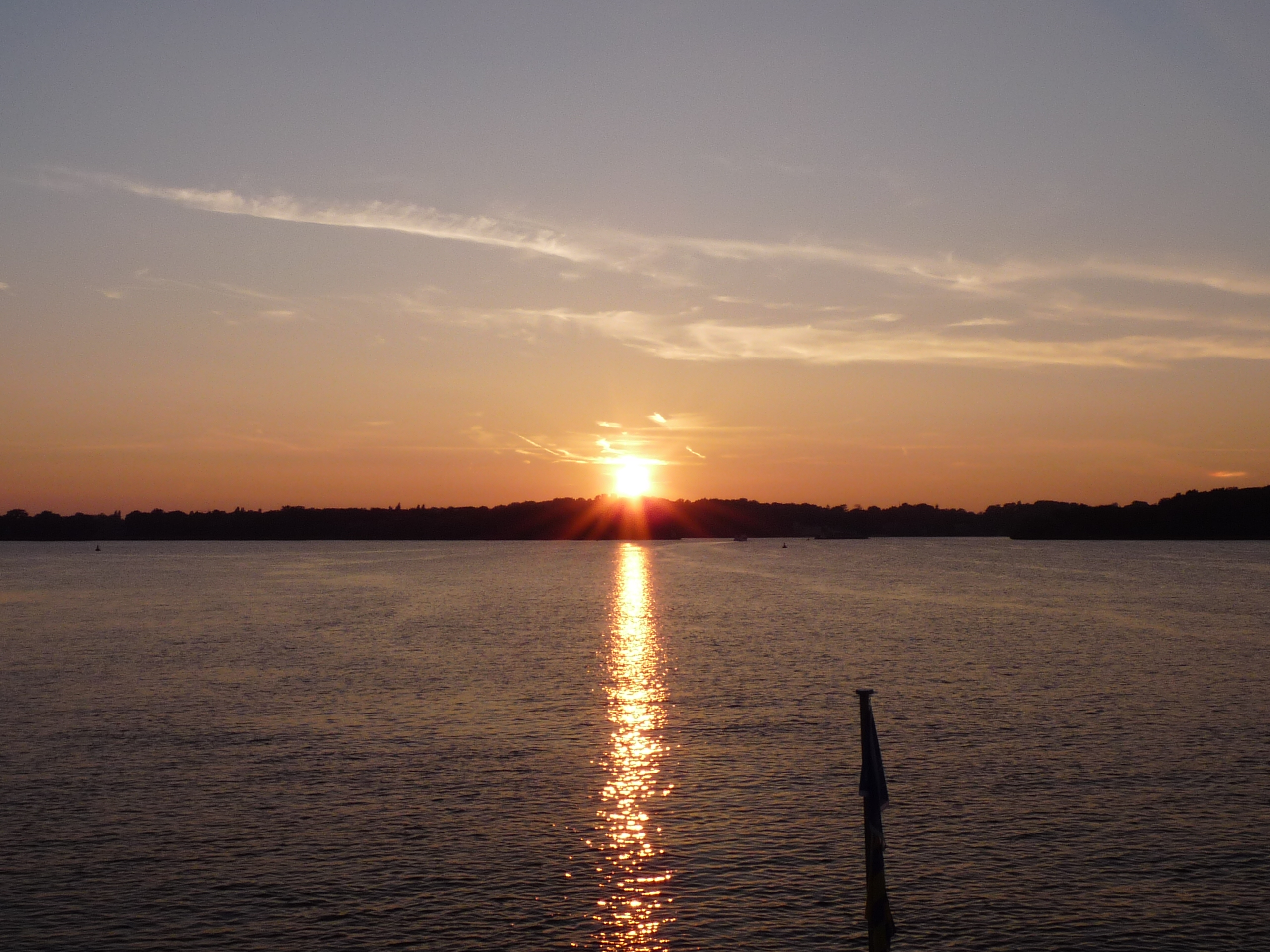

永弗恩湖（德語：Jungfernsee），或意译作少女湖，是德國的湖泊，位於該國首都柏林，長4公里、寬1.3公里，面積1.2平方公里，該湖泊海拔高度29米，最大水深4米，湖水來自哈弗爾河。